# Shively (Kentucky)
Shively is een plaats (city) in de Amerikaanse staat Kentucky, en valt bestuurlijk gezien onder Jefferson County.

## Demografie
Bij de volkstelling in 2000 werd het aantal inwoners vastgesteld op 15.157.
In 2006 is het aantal inwoners door het United States Census Bureau geschat op 15.616, een stijging van 459 (3,0%).

## Geografie
Volgens het United States Census Bureau beslaat de plaats een oppervlakte van
12,0 km², geheel bestaande uit land.

## Plaatsen in de nabije omgeving
De onderstaande figuur toont nabijgelegen plaatsen in een straal van 8 km rond Shively.